# Kathryn Sullivan
Kathryn Dwyer Sullivan (Paterson, 3 oktober 1951) is een Amerikaans voormalig ruimtevaarder. Sullivan haar eerste missie was STS-41-G met de spaceshuttle Challenger en vond plaats op 5 oktober 1984. Tijdens de missie werd een satelliet in een baan rond de Aarde gebracht.
In totaal heeft Sullivan drie ruimtevluchten op haar naam staan. Tijdens haar missies maakte zij één ruimtewandeling en werd de eerste Amerikaanse vrouw die een ruimtewandeling maakte. In 1993 verliet zij NASA en ging zij als astronaut met pensioen. 
Van 2014 tot 2017 was zij bestuurder bij de National Oceanic and Atmospheric Administration, het VS-agentschap voor meteorologie en oceanografie. In 2014 werd zij opgenomen in de Time Magazine Lijst van de 100 meest invloedrijke personen ter wereld, samen met Katharine Hayhoe, vanwege hun maatschappelijke communicatie rond klimaatverandering.
Na haar vertrek bij NOAA was zij nog verbonden aan diverse instellingen, waaronder het National Air and Space Museum.  